# Hulsanpes perlei
Hulsanpes perlei — рід тероподів підродини Halszkaraptorinae, що жили в пізній крейді на території сучасної формації Барун-Гойот в Монголії, приблизно 75—72 мільйони років тому. Рештки були знайдені в 1970 році та офіційно описані в 1982 році Гальшкою Осмульською, яка визначила, що рід представлений незрілою особиною. Hulsanpes є першим знайденим представником підродини базальних дромеозаврів Halszkaraptorinae. 

## Історія відкриття
Перші викопні рештки хулсанпеса були знайдені в 1970 році під час третьої польсько-монгольської експедиції в пустелю Гобі. Рід названий на честь міста Хулсан, поблизу якого знайдені скам'янілості. Вид названий на честь монгольського палеонтолога Алтангерел Перле.

## Опис
Голотипний зразок представлений дуже маленькою незрілою особиною, тому всі наявні дані дещо обмежені. Груба текстура кісток вказує на ранню стадію життя, ймовірно, це було пташеня, яке щойно вилупилося. Сам рід можна ідентифікувати за тим, що зона контакту III та IV плеснових кісток пряма у фронтальній проєкції, а нижній кінець IV плеснової кістки виступає за нижній латеральний бік.